# Prunus fenzliana
Prunus fenzliana är en rosväxtart som beskrevs av Karl Fritsch. Prunus fenzliana ingår i släktet prunusar, och familjen rosväxter. Inga underarter finns listade i Catalogue of Life.